# Centrosojuz (Galicja)
Centrosojuz (właściwie Związek Spółdzielczych Związków we Lwowie) – centralny związek spółdzielczy ukraińskich spółdzielni w Galicji, utworzony w 1899 w Przemyślu. Została założona z inicjatywy Teofila Kormosza pod nazwą „Spółka dla gospodarstwa i handlu” (Спілка для господарства і торгівлі), liczyła 40 członków.
W 1911 z inicjatywy Jewhena Ołesnyckiego spółka przeniosła centralę do Lwowa, łącząc się z handlowym syndykatem Towarzystwa „Silśkyj Hospodar” w Krajowy Związek Spółek Gospodarczych-Handlowy Syndykat Towarzystwa „Silskyj Hospodar” we Lwowie. W 1912 Centrosojuz miał filie w 16 miastach Galicji i obejmował swoją działalnością, oprócz Galicji, Bukowinę, Zakarpacie i Bośnię, obsługiwał również ukraińskich emigrantów w USA i Kanadzie. Liczył wtedy 481 członków, w tym 66 spółdzielni i ich związków, a obroty wynosiły 10 737 000 koron. W 1915 Związkiem zarządzali Denys Korenec, Teofil Kormosz i Sylwester Herasymowycz.
Po zakończeniu wojny polsko-ukraińskiej i polsko-bolszewickiej w Galicji Wschodniej powstały w latach 1921-1922 okręgowe i powiatowe związki spółdzielcze. Funkcję fachowego kierownictwa nad tymi związkami przyjął Związek Spółek Gospodarczych, który w 1924 zmienił swój statut i przyjął nazwę Związek Spółdzielczych Związków – Centrosojuz. W latach 1924–1930 członkami dyrekcji byli: Sylwester Herasymowycz, Julijan Szeparowycz, W. Medweckyj, a prezesem rady nadzorczej Denys Korenec. W 1924 firma obsługiwała 5 central krajowych, 25 związków powiatowych i okręgowych i 1491 spółdzielni.
W latach 1930–1939 członkami dyrekcji byli: Julijan Szeparowycz, Mykoła Tworydło, Iwan Martiuk, Orest Radłowskyj, a szefem rady nadzorczej Ostap Łucki. Po agresji ZSRR na Polskę, okupacji terenów Galicji Wschodniej przez Armię Czerwoną i ich aneksji przez ZSRR, w Centrosojuzie wprowadzono sowiecki zarząd komisaryczny, stawiając centralę w stan likwidacji. Działacze organizacji jak Ostap Łucki, Mykoła Tworydło i inni zostali aresztowani przez NKWD i wywiezieni do łagrów.  W czasie okupacji niemieckiej w 1941 odtworzono częściowo działalność Centrosojuzu a jego dyrektorem był Iwan Martiuk, następnie Julijan Szeparowycz, zaś od 1943 Illa Semianczuk. W 1944 urzędnicy związku, wraz z dokumentacją Centrosojuzu, zostali ewakuowani na zachód, wobec zbliżającego się frontu. Centrosojuz został ostatecznie zlikwidowany przez władze ZSRR po ponownej okupacji Lwowa przez Armię Czerwoną w lipcu 1944.

## Obroty centrali
- 1924 – 321 567 zł
- 1933 – 10 626 000 zł
- 1935 – 12 832 000 zł
- 1937 – 37 504 000 zł